# Oggi ti amo di più
Oggi ti amo di più è una raccolta della cantante italiana Mina, pubblicata nel 1988.

## Descrizione
Il disco è stato distribuito anche in vinile con numero di catalogo PLD 7060.
Due brani, E se domani e Il cielo in una stanza, sono qui rieseguiti in versione acustica con l'accompagnamento al pianoforte del maestro Renato Sellani.

## Tracce
1. Grande, grande, grande – 4:00 (testo: Alberto Testa – musica: Tony Renis)
2. L'importante è finire – 3:21 (testo: Cristiano Malgioglio – musica: Alberto Anelli)
3. Ancora ancora ancora – 4:19 (testo: Cristiano Malgioglio – musica: Gian Pietro Felisatti)
4. E se domani (feat. Renato Sellani) – 2:17 (testo: Giorgio Calabrese – musica: Carlo Alberto Rossi)
5. Ahi, mi' amor (Romance de curro "El Palmo") – 6:16 (testo: Paolo Limiti – musica: Joan Manuel Serrat)
6. Amor mio – 4:48 (testo: Mogol – musica: Lucio Battisti)
7. Io e te da soli – 4:31 (testo: Mogol – musica: Lucio Battisti)
8. Bugiardo e incosciente (La tieta) – 6:18 (testo: Paolo Limiti – musica: Joan Manuel Serrat)
9. E poi... – 4:49 (testo: Andrea Lo Vecchio – musica: Shel Shapiro)
10. Il cielo in una stanza (feat. Renato Sellani) – 2:18 (Gino Paoli)
11. Emozioni – 4:36 (testo: Mogol – musica: Lucio Battisti)
12. Vorrei che fosse amore – 2:26 (testo: Antonio Amurri – musica: Bruno Canfora)

## Formazione

### Arrangiamenti e direzione d'orchestra
- Pino Presti – Grande grande grande, L'importante è finire, E poi...
- Alberto Nicorelli – Ancora ancora ancora
- Renato Sellani (piano solo) – E se domani, Il cielo in una stanza
- Mario Robbiani –  Ahi, mi' amor (Romance de curro "El Palmo")
- Gian Piero Reverberi – Amor mio,  Io e te da soli
- Augusto Martelli – Bugiardo e incosciente (La tieta)
- Gabriel Yared – Emozioni
- Bruno Canfora – Vorrei che fosse amore
- Nuccio Rinaldis – tecnico del suono

## Classifiche

### Classifiche settimanali
| Classifica (1988) | Posizione massima |
| ----------------- | ----------------- |
| Italia            | 1                 |

### Classifiche di fine anno
| Classifica (1988) | Posizione |
| ----------------- | --------- |
| Italia            | 21        |